# HGC+
HGC+ (Hercules Graphics Card Plus) — IBM PC-совместимый графический контроллер, выпущенный в июне 1986 года Hercules Computer Technology.
Основан на предыдущем графическом адаптере HGC, добавляет поддержку переопределяемых шрифтов, называемых RAMFont, в MDA совместимом текстовом режиме.
Поддержка программного обеспечения включала Lotus 1-2-3 версии 2, Symphony версии 1.1, Framework II и Microsoft Word версии 3.3. Первоначальная розничная цена составляла 299 долларов.
Вариант Hercules Graphics Card Plus со встроенным TOPS / FlashTalk-совместимым сетевым адаптером был доступен как Hercules Network Card Plus в 1988 году. Как сообщается, и эта карта также поддерживает RAMFont, но отсутствует порт принтера.

## Детали оборудования
Hercules Graphics Card Plus — это 8-битная плата ISA, содержащая контроллер дисплея и параллельный порт принтера.